# Puya tillii
Puya tillii är en gräsväxtart som beskrevs av José Manuel Manzanares. Puya tillii ingår i släktet Puya och familjen Bromeliaceae.
Artens utbredningsområde är Ecuador. Inga underarter finns listade i Catalogue of Life.